# Heinrich von Behr (General, 1902)
Heinrich Alexander Ferdinand Baron von Behr (* 26. Juni 1902 in Rönnen, Kreis Talsen, Kurland; † 14. August 1983 in Bonn) war ein Offizier der Wehrmacht und später der Bundeswehr, zuletzt im Dienstgrad eines Generalmajors.

## Leben

### Herkunft
Heinrich entstammte dem Uradelsgeschlecht von Behr.

### Militärkarriere
Behr war ab Anfang Januar 1919 als Freiwilliger in der Eisernen Division und in der Baltischen Landeswehr eingesetzt.
Zum 1. April 1922 trat er in das 16. Reiter-Regiment der Reichswehr ein und schlug eine Laufbahn als Berufsoffizier ein. Mit der Beförderung zum Leutnant am 1. Dezember 1926 wurde Behr in das 6. (Preußisches) Reiter-Regiment versetzt und hier in den kommenden Jahren u. a. als Zugführer der Nachrichten-Eskadron verwendet. Am 1. Oktober 1934 war er für ein Jahr Adjutant beim Höheren Nachrichtenoffizier der Inspektion der Kavallerie und wurde anschließend als Rittmeister Kompaniechef in der Nachrichten-Abteilung 39. Von diesem Posten wurde Behr am 31. März 1937 abberufen und als Trainer für Modernen Fünfkampf und Lehrgangsleiter an die Heeressportschule Wünsdorf versetzt.
Mit Beginn des Zweiten Weltkriegs kehrte Behr in den Truppendienst zurück und wurde Kompaniechef der Panzer-Nachrichten-Ersatzabteilung 81. Drei Wochen später folgte seine Ernennung zum Kommandeur der Nachrichten-Abteilung 198. Im Kriegsverlauf kam Behr an der Ostfront in Russland sowie beim Afrikakorps zum Einsatz. Zuletzt war er ab 1. April 1945 als Generalmajor Kommandeur der 90. Panzergrenadier-Division, mit deren Führung er bereits seit 27. Dezember 1944 beauftragt war. Am 28. April 1945 geriet er in Kriegsgefangenschaft, aus der er am 29. August 1947 entlassen wurde.
Behr trat am 3. September 1956 als Brigadegeneral in die Bundeswehr ein. Vom 1. Oktober 1956 bis zum 7. Dezember 1959 war er Kommandeur der 5. Panzerdivision. Vor seinem Ruhestand ab dem 30. September 1962 war er stellvertretender Kommandierender General und Kommandeur der Korpstruppen des I. Korps in Münster.

### Auszeichnungen
- Eisernes Kreuz (1939) II. und I. Klasse
- Ritterkreuz des Eisernen Kreuzes mit Eichenlaub[3]
  - Ritterkreuz am 23. Februar 1944
  - Eichenlaub am 9. Januar 1945 (689. Verleihung)
- Großes Verdienstkreuz des Verdienstordens der Bundesrepublik Deutschland im Jahre 1962